# The Roches
The Roches erano un gruppo musicale statunitense. Il loro stile è un folk rock con ricche scale armoniche e testi inusuali.

## Storia

### Origini
Alla fine degli anni sessanta, le due sorelle Maggie e Terre Roche frequentavano la Park Ridge High School, ma abbandonarono gli studi per dedicarsi alla musica e tenere una serie di concerti. La maggior parte delle loro prime canzoni venne scritta da Maggie. Il loro primo sodalizio importante fu con Paul Simon che, nel 1973, le fece prendere parte alla registrazione del suo album There Goes Rhymin' Simon. Simon produsse anche il primo album del duo, Seductive Reasoning (1975), e collaborò con esse e gli Oak Ridge Boys al brano di questi ultimi Slip Slidin' Away. Durante la seconda metà del decennio, si unì al gruppo Suzzy Roche, la sorella più giovane, e la formazione cambiò ufficialmente il nome in The Roches.

### Anni ottanta e novanta
Durante gli anni settanta, le Roches frequentavano il noto Gerde's Folk City di Greenwich Village, dove lavoravano come cameriere, tenevano concerti, ed ebbero modo di conoscere molti dei loro futuri collaboratori. La loro prima esibizione a tre, avvenuta nel locale nuovaiorchese, venne commemorata nella loro traccia Face Down at Folk City, tratta da Another World (1985). I brani del loro omonimo album del 1979, prodotto da Robert Fripp, vennero tutte scritte dalle tre sorelle. Degna di menzione è The Married Men, composta da Maggie Roche e poi riproposta da Phoebe Snow e Linda Ronstadt durante una puntata del Saturday Night Live. Su sollecitazione di Simon, le Roches presero anch'esse parte allo show televisivo, in occasione del quale eseguirono le inedite Bobby's Song e The Hallelujah Chorus.
Nonostante il successo modesto dei dischi delle Roches usciti negli anni ottanta, il trio fece un'esibizione di un'ora durante una puntata di Soundstage trasmessa nel 1983 su PBS, e suonarono la loro Mr. Sellack in occasione di un episodio del Tonight Show di Johnny Carson del novembre 1985. Nel 1990 pubblicarono We Three Kings, un album che raccoglie 24 celebri cover di canzoni natalizie. Tra gli inediti del disco vi è Star of Wonder, un brano a cappella di Terre Roche. Dopo A Dove (1992), considerato l'album della maturità, le sorelle registrarono il disco per bambini Will You Be My Friend? (1994), contenente un brano scritto dal loro fratello David Roche, e registrato con vari giovani cantanti come Lucy Wainwright Roche, la figlia di Suzzy Roche. Durante gli anni novanta, le tre interruppero una tournée in seguito alla morte del loro padre. Il loro Can We Go Home Now del 1995 anticipa lo scioglimento del gruppo.

### Dopo lo scioglimento
A partire dal 1997, le ex componenti delle Roches presero parte a una serie di eventi a New York, continuarono a tenere concerti da soliste, e collaborarono assieme alle sorelle o altri artisti. Terre organizzò seminari di chitarra, mentre Suzzy si diede alla recitazione. Alla fine del 2005, Le Roches e loro fratello Dave si riunirono per un breve ma fortunato tour natalizio, a cui seguirono dei concerti negli Stati Uniti e in Canada nei due anni seguenti. Nel 2007, le Roches pubblicarono il loro ultimo album Moonswept.
Il materiale musicale delle Roches conservato negli Universal Studios venne distrutto nel 2008 durante lo storico incendio del 2008 assieme a quello di altre centinaia di artisti.
Il 21 gennaio 2017, Maggie Roche morì di cancro al seno all'età di 65 anni. In uno stato pubblicato su Facebook, Suzzy riportò che Maggie "era una persona riservata, troppo sensibile e timida per questo mondo, ma piena di vita, amore e talento. Era intelligente, terribilmente divertente e autentica, senza tracce di ipocrisia, una compositrice brillante, con una prospettiva unica e distintiva, tutto cuore e anima".

## Formazione
- Maggie Roche
- Suzzy Roche
- Terre Roche

## Discografia

### Album in studio
- 1979 – The Roches
- 1980 – Nurds
- 1982 – Keep on Doing
- 1985 – Another World
- 1989 – Speak
- 1990 – We Three Kings
- 1992 – A Dove
- 1994 – Will You Be My Friend?
- 1995 – Can We Go Home Now
- 2007 – Moonswept

### Singoli ed extended play
- 1980 – Factory Girl
- 1982 – The Hallelujah Chorus
- 1982 – Losing True
- 1986 – No Trespassing
- 1989 – Big Nuthin'
- 1995 – Move

### Album compilation
- 2003 – The Collected Works of the Roches